# Billy-le-Grand
Billy-le-Grand är en kommun i departementet Marne i regionen Grand Est (tidigare regionen Champagne-Ardenne) i nordöstra Frankrike. Kommunen ligger i kantonen Suippes som tillhör arrondissementet Châlons-en-Champagne. År 2022 hade Billy-le-Grand 139 invånare.

## Befolkningsutveckling
Antalet invånare i kommunen Billy-le-Grand
| Referens: INSEE |